# Cantalejo
Cantalejo er en by og kommune i det centrale Spanien i provinsen Segovia. Den har et indbyggertal på 3.558 (2024) indbyggere.